# Austrolimnophila nigrocincta
Austrolimnophila nigrocincta är en tvåvingeart som först beskrevs av Edwards 1923.  Austrolimnophila nigrocincta ingår i släktet Austrolimnophila och familjen småharkrankar. Inga underarter finns listade i Catalogue of Life.